# Grote brand van Turku

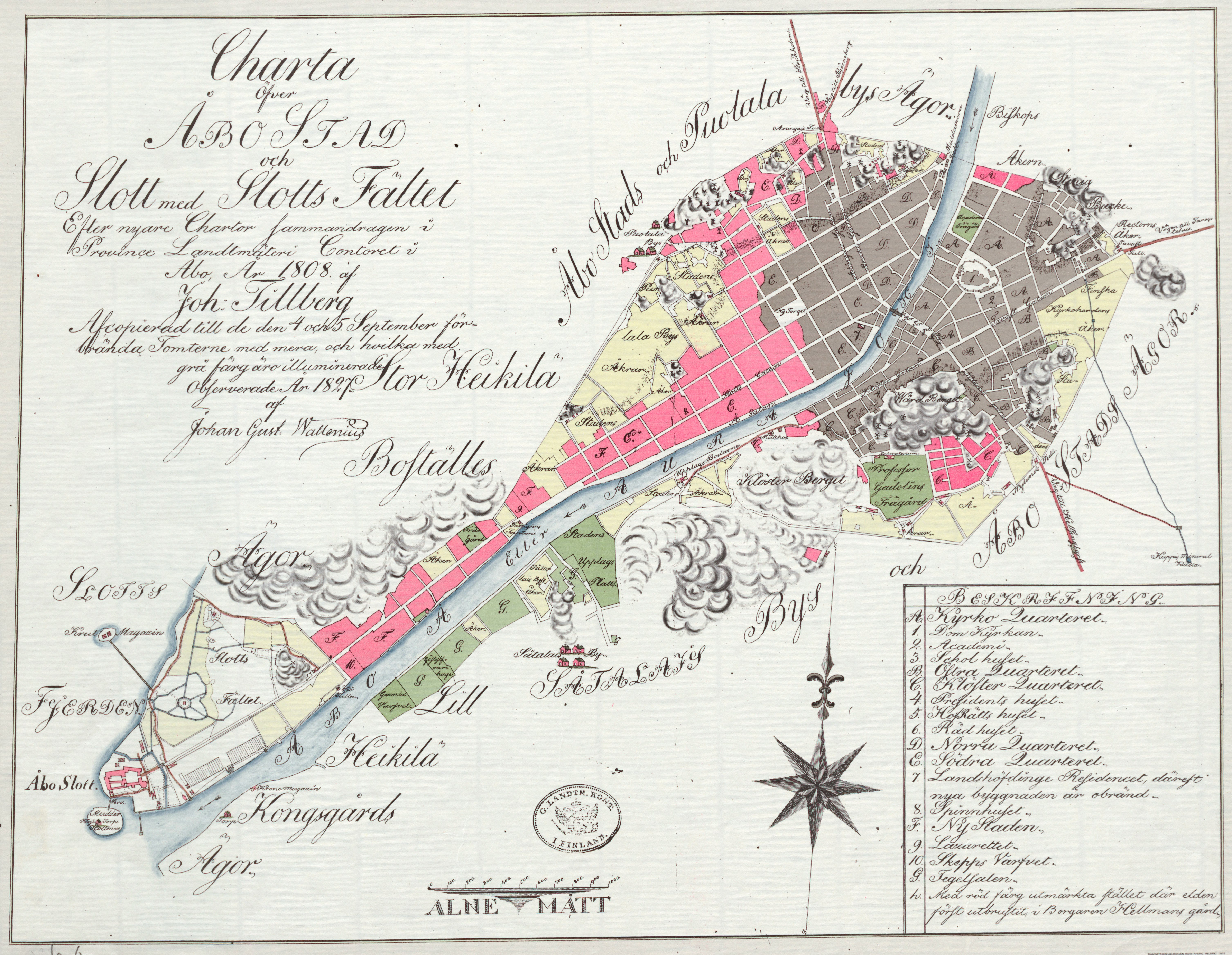
Kaart uit 1808 met het verbrande deel aangegeven in grijs

De Grote brand van Turku was een brand die in de nacht van 4 op 5 september 1827 de Finse stad Turku in de as legde. De brand zorgde ervoor dat ongeveer 2500 huizen in de middeleeuwse stad verwoest werden en elfduizend mensen dakloos raakten. Het dodental bedroeg 27, wat als relatief weinig werd beschouwd gezien de omvang van de ramp. 
Op het moment van de brand was Turku de grootste en belangrijkste stad van Finland en huisde het de staatsuniversiteit van Finland. Veel belangrijke archieven in het universiteitsgebouw gingen verloren bij de brand. Na de ramp werd de stad, die voor driekwart was verwoest, in 1828 heropgebouwd naar een ontwerp van Carl Ludvig Engel. De huizen in de voormalige wijk Luostarinmäki zijn de enige die nog intact zijn en de wijk functioneert nu als een openluchtmuseum. Op de Maariankatu 3 staat een monument om de brand te herdenken.